# جیانگ‌سو
جیانگ‌سو (نیز جیانگسو) (به چینی: 江蘇)، (به انگلیسی: Jiangsu) یکی از استان‌های کشور چین است. این استان در شرق این کشور قرار گرفته‌است و مرکز آن شهر نانجینگ است. جمعیت آن بالغ بر ۷۵ میلیون نفر است. مساحت این استان برابر ۱۰۲٬۶۰۰ کیلومتر مربع است.

## پیوندها
- وبگاه دولتی جیانگ‌سو